# Глинянець
Гли́нянець — село в Україні, у Немирівській міській громаді Вінницького району Вінницької області. Населення становить 242 осіб.

## Назва
Назва села походить від того, що місцевість багата на різнокольорову глину: білу, жовту, руду.

## Історія
Основним заняттям селян здавна було вирощування зерна. Історія села сягає часів Татарської навали. Вже тоді чисельність населення була на 60 дворів. Село розміщене на горбах, між ними знаходяться ставки. До появи села Глинянець на цій території було розташоване містечко Вирлівка. Напад татар знищив це місто. Від назви знищеного міста до наших днів залишилася назва «Вирлівка» — так називають сільське поле.
У веденні колективного господарства відзначились: Катеринюк Прокіп Дмитрович (1954-61 рр.), Кривонос Павло Володимирович (1961-67), Загоруйко Данило Семенович (1967-71), Паньків Іван Юрійович (1971-80), Сивак Борис Йосипович (1989-88), Сологуб Григорій Артемович (1988-91), Шлапак Василь Іванович (1991-98), Чубенко Віктор Григорович (1998—2000), Писаренко Валентина Василівна (2000-05)
Жертвами Голодомору 1933 року стало 276 мешканців с. Глинянець. Пам'ятника немає.
12 червня 2020 року, відповідно до Розпорядження Кабінету Міністрів України № 707-р «Про визначення адміністративних центрів та затвердження територій територіальних громад Вінницької області», увійшло до складу Немирівської міської громади.
19 липня 2020 року, в результаті адміністративно-територіальної реформи та ліквідації Немирівського району, село увійшло до складу Вінницького району.

## Сучасність
Село газифіковане. Діє ФАП, будинок культури.

## Особистості
В селі народився Таралевич Пилип Миколайович (нар. 1942) — український художник.